# توین سیسترز (تگزاس)
توین سیسترز (به انگلیسی: Twin Sisters) یک منطقهٔ مسکونی در ایالات متحده آمریکا است که در شهرستان بلانکو، تگزاس واقع شده‌است. توین سیسترز ۳۸۸٫۹۳ متر بالاتر از سطح دریا واقع شده‌است.